# 道あゆみ
道 あゆみ（みち あゆみ）は、日本の弁護士。早稲田大学大学院法務研究科教授を経て、弁護士法人早稲田大学リーガル・クリニック弁護士。元日本弁護士連合会事務次長。

## 来歴
- 1988年3月、一橋大学法学部卒業。卒業後NTT入社（営業を経験）[1]。
- 1995年4月、松尾綜合法律事務所弁護士[2]。
- 2001年5月、ニューヨーク大学・ロー・スクール修了、LL.M.（法学修士）。
- 2002年、ニューヨーク州弁護士。
- 2004年、フジテレビ系ドラマ『離婚弁護士』を監修。
- 2008年、龍谷大学法科大学院客員教授。
- 2008年2月、TBS系列『みのもんたの朝ズバッ!』にコメンテーターとして出演。
- 2008年9月、早稲田大学大学院法務研究科客員教授[2]。
- 2009年4月、早稲田大学大学院法務研究科教授。弁護士法人早稲田大学リーガル・クリニック弁護士[2]。
- 2010年2月14日、第22回参議院議員通常選挙の民主党公認予定候補者に内定。
- 2010年7月11日、第22回参議院議員通常選挙に千葉県選挙区から立候補するが、次点で落選。
- 2015年 日本弁護士連合会事務次長[2]。
- 2018年 東京弁護士会副会長[2]。
- 2019年 日本司法支援センター（法テラス）本部事務局長[2]。
- 2022年 新生銀行取締役[2]。
- 2023年 日清食品ホールディングス監査役[2]。

## 役職
- 弁護士

弁護士としての主な役職:日本弁護士政治連盟副幹事長､東京弁護士会両性の平等に関する委員会委員長(2009年度)､東京都児童相談センター非常勤弁護士(2009年度)､東京MXテレビ番組審議会委員(2009年度)､日本弁護士連合会事務次長(2015年度 - 2017年度)
- ニューヨーク州弁護士
- 早稲田大学大学院法務研究科教授（2010年3月末まで）

## 人物
- 一橋大学在学中、体育会バドミントン部に所属。
- 弁護士活動の中心は家族問題。離婚事件、夫婦間暴力、児童虐待、セクハラ事件、DVなど。

## 政策
- 選択的夫婦別姓制度導入に賛成[3]。「女性にとって真の意味で多様な選択が保障され、男女の関係が 豊かで対等なものとなる礎、法制度が準備されないかぎり、この社会に おいて、本当の意味で女性が活躍し、輝く環境を実現することは到底か なわない」と述べる[4]。

## テレビ出演
- 2008年2月、TBS系列｢みのもんたの朝ズバッ!｣（2009年12月まで）。

## 主な著書
- 『ロースクール臨床教育の100年史』（共訳）（現代人文社 2005年）
- 『臨床教育ハンドブック』（共著）（國學院大學専門職大学院法務研究科 2006年）
- 『実務　ジェンダー法講義』（共著）（民事法研究会　2007年）
- 『ドメスティック・バイオレンス』（実業之日本社　2009年）